# Negin Khpalwak
Negin Khpalwak (1997, Kunar, Afganistán) es una directora de orquesta afgana. Es la primera mujer afgana en ejercer esta profesión. Desde su creación en 2014, ha dirigido Zohra, (en honor a la diosa persa de la música) la primera orquesta femenina de Afganistán. En febrero de 2017 el grupo de jóvenes actuó en el Foro Económico Mundial en Davos, Suiza. En 2021 escapó de Afganistán unos días después de la llegada de los talibán.

## Biografía
Negin Khpalwak nació en 1997  en una familia pobre en Kounar, una región en el noreste de Afganistán en el corazón de la insurgencia talibán. En esta provincia afgana, la música está prohibida. Para poder estudiar, la niña se confía a un hogar de niños en Kabul. A la edad de 9 años, descubrió los programas musicales y desarrolló una pasión por la música. Cuatro años más tarde, se unió al Instituto Nacional de Música de Afganistán fundado por Ahmad Naser Sarmast. Junto a él juegan doscientos estudiantes, una cuarta parte de los cuales son niñas. En sus primeros días, Negin Khpalwak practicaba el sarod, un instrumento tradicional de cuerda pulsada. Luego descubrió el piano.
Nacida en una familia pastún, no podía compartir esta pasión con sus seres queridos. Sus primeros pasos musicales se mantuvieron inicialmente en secreto. Luego obtuvo el apoyo de su padre. Una vez que se convirtió en una figura pública, Negin Khpalwak recibió varias amenazas de muerte de fundamentalistas islámicos, pero también de miembros de su familia. Pese a esto, no se amilanó:

Nunca aceptaré la derrota. Seguiré tocando música. No, no me siento segura, pero cuando la gente me ve y exclaman “Es Negin Khpalwak”, me llena de energía.

## Trayectoria profesional
En 2013, mientras estaba de gira por Estados Unidos, el Wall Street Journal testificó que "sus solos encantan a los espectadores de Carnegie Hall, en Nueva York, y a los del Kennedy Center, en Washington".
En febrero de 2017 , Negin Khpalwak y la orquesta Zohra actúan por primera vez fuera de Afganistán en el Foro Económico Mundial en Davos, antes de comenzar su gira por Suiza y Alemania. Dentro de la orquesta, Zohra Negin tiene como objetivo cambiar la opinión internacional sobre su país y crear conciencia sobre los problemas de los derechos de las mujeres.
En una entrevista para "Women and Girls» de News Deeply, Negin Khpalwak dice que quiere estudiar más la música internacional, para luego regresar a Afganistán y crear más orquestas.